# おにゃんこポン
『おにゃんこポン』は、京風とまと制作による、日本のテレビアニメ。2017年10月から12月までTOKYO MXで5分枠の短編アニメとして放送された。また、SNSアプリ「MixChannel」で先行配信された。
西アフリカの神・おにゃんこポンが、悩める日本の女子高生を歌とダンスで救う内容となっている。
女子高生のカリスマとも称されるまこみなとりかりこがプロデュースし、女子中高生の支持を集めるSILENT SIRENが主題歌を担当、女子高生に人気のアプリMixChannelでの配信を行うなど、一貫して女子中高生をターゲットとしている。
2018年1月26日にDVDが発売された。

## あらすじ
大昔、アフリカの西にあったアシャンティ王国の神おにゃんこポンは、この世の全ての精霊を創造し、精霊達は人間との仲介者としておにゃんこポンに仕えていた。人間達を空から見守っていたおにゃんこポンだったが、ある日、村に住む老女がヤマイモを搗いていたところに、偶然おにゃんこポンが杵にぶつかって遠く離れた天界へと飛ばされてしまい、それから天と地が分かれることとなった。その後、おにゃんこポンは精霊達を神の使いとして人間界に送り込み、人間の悩みを解決している。

## 登場人物

### 天界
おにゃんこポン以外はおにゃんこポンが作り出した精霊達。
おにゃんこポン
声 - 内田真礼
西アフリカの神。
ハムスター（チュー丸）
声 - まこ
ハムスター（粒次郎）
声 - みなみ
ハムスター（玉子）
声 - りりり
ウーパールーパー
声 - 大平峻也
かわうそ
声 - 志村禎雄
うさぎ
声 - 佳村はるか
ナマケモノ（レイジー）
声 - 市野莉佳
ナマケモノ（デイジー）
声 - 市野莉子
かめ（リクオ）
声 - 渡辺リサ
かめ（ナギコ）
声 - かとみか

### 下界の人間
女子高生（凛奈（りんな））
声 - 小澤亜李
第11話で告白されて付き合うことになったことを暴露。
女子高生（一花（いちか））
声 - 長縄まりあ
女子高生（もこ）
声 - 村北沙織
女子高生（せり）
声 - 月野もあ
先輩（第2話）
声 - 尾上寛篤
先輩・男子（第10話）
声 - 名白
先輩・女子（第10話）
声 - かんなまろ

## スタッフ
- 原作 - アスミック・エース、京風とまと
- 監督 - 菅原そうた
- シリーズ構成・脚本 - 尾中たけし
- キャラクターデザイン - 末政ひかる
- 3Dモデリング - ばね@まじめもでら、銀獅、金子卵黄、大場真琴、坂野光貴、TOONZ ENTERTAINMENT PTE LTD.
- 3DCGアニメーション - ポンポコP、あず、かんな、犬風邪
- イラスト・背景美術 - shizuka
- ダンス背景・編集・エンディングMV監督 - 大月壮
- OPアニメーション - ナミキヒロシ
- エンディングMV撮影・編集 - 及川佑介
- タイトルコール・パンロゴ演奏 - ボーイ・ウィンチェスター・ニテテ
- ダンス振り付け - まこみな&りかりこ
- 音響監督 - 細井タカフミ
- エグゼクティブプロデューサー - 岩浪泰幸
- 総合プロデューサー - 小嶋慶也、見谷泰道、横田敦子
- チーフプロデューサー - まこみな
- プロデューサー - りかりこ
- 制作 - 京風とまと
- 製作 - アスミック・エース、京風とまと、Donuts

## 主題歌
オープニング曲「おにゃんこポンのテーマ」
歌 - おにゃんこポンポンズ
主題歌「パパヤパヤパ」
作詞 - すぅ / 作曲・編曲 - クボナオキ / 歌 - SILENT SIREN
劇中歌
下記参照。ノンクレジット。曲名とアーティスト名は音楽配信サイトより。
歌 - おにゃんこポンポンズ

## 各話リスト
| 話数 | サブタイトル                           | 劇中歌タイトル         |
| ---- | -------------------------------------- | ---------------------- |
| #01  | カワイイって最高だニャ                 | バイブスかわいい       |
| #02  | おまじない大好きだニャ                 | メパーチョ ダーリン    |
| #03  | 勉強なんかしたくないだニャ             | メレコ どこか遠くへ    |
| #04  | おにゃんこポンの休日だニャ             | おにゃんこポンのテーマ |
| #05  | 小顔に写るんですだニャ                 | お願い ニャメ ニャメ   |
| #06  | あたしの大草原だニャ                   | WW草草                 |
| #07  | ヒマな時間ってどうすごす？だニャ       | メペメペ ヒマヒマ      |
| #08  | またまた おにゃんこポンの休日だニャ    | おにゃんこポンのテーマ |
| #09  | 一緒に行かないってどういうこと？だニャ |                        |
| #10  | 先輩むかつく〜だニャ                   |                        |
| #11  | 緊張しちゃってどうしようだニャ         |                        |
| #12  | 踊ればすべてが、おにゃんこポンだニャ   | おにゃんこポンのテーマ |

## 放送局
| 放送期間                  | 放送時間                     | 放送局   | 対象地域 |
| ------------------------- | ---------------------------- | -------- | -------- |
| 2017年10月10日 - 12月26日 | 火曜 1:35 - 1:40（月曜深夜） | TOKYO MX | 東京都   |

| 配信期間                  | 配信時間        | 配信サイト |
| ------------------------- | --------------- | ---------- |
| 2017年10月6日 - 12月22日  | 金曜 15:00 更新 | MixChannel |
| 2017年10月10日 - 12月26日 | 火曜 2:00 更新  | YouTube    |

## 漫画
『おにゃんこポン Begins』が2017年9月23日から2018年3月7日までLINEマンガで連載された。作画協力はアイデアガレージ。
2018年3月24日に主婦の友社より単行本が発売予定。

## ゲーム
スマートフォン向けゲーム『パズルゲーム！おにゃんこポンポン』が2017年10月20日より配信されている。